# Christian Morgenstern (målare)
Christian Ernst Bernhard Morgenstern, född den 29 september 1805 i Hamburg, död den 26 februari 1867 i München, var en tysk landskapsmålare, farfar till författaren Christian Morgenstern. 
Morgenstern var elev till Siegfried Detlev Bendixen och avslutade sin utbildning vid danska konstakademien. Hans framställningar av nordtysk natur – målade, tecknade eller etsade – från 1820-talet utmärks av en hög grad av naiv omedelbarhet och intimitet i naturkänslan, för friskhet och frihet från tidens härskande doktriner. År 1829 reste han i Norge, vistades därefter vid akademien i Köpenhamn och slog sig i början av 1830-talet ner i München, där han snart började skildra bayersk natur. Han var det tyska stämningsmåleriets fader och företräder i Tyskland samma strävan som Fontainebleauskolan i Frankrike. Morgenstern är representerad i Hamburgs Kunsthalle och i Nya pinakoteket i München.